# Букайо Сака
Букайо Айоинка Сака (на английски: Bukayo Ayoyinka Saka) (роден на 5 септември 2001 г. в Лондон, Великобритания) е професионален английски футболист. Играе като полузащитник, крило или ляв защитник в Арсенал и в английския национален отбор.

## Клубна кариера
Сака се присъединява към академията на Арсенал на 7 годишна възраст. Подписва своя първи професионален договор на 17 годишна възраст и прави своя дебют за Арсенал на 29 ноември 2018 г. в мач срещу Ворскла Полтава в турнира Лига Европа. Записва дебют в Премиер Лийг срещу Фулъм на 1 януари 2019 г. като заменя Алекс Иуоби при победата с 4-1.

## Отборни успехи

### Арсенал
- ФА Къп (1): 2019/20
- Къмюнити Шийлд (2): 2020, 2023
- Сребърен медалист на Лига Европа: 2018/19

### Национален отбор на Англия
- Сребърен медалист на Европейското първенство по футбол: 2020